# HD 223774
HD 223774，又名BD-15 6515，SAO 165933、HR 9037，是一颗恒星，视星等为5.87，位于銀經73.14，銀緯-71.17，其B1900.0坐标为赤經23h 47m 21.7s，赤緯-14° -71.17′ 27″。